# Mbaïki
Mbaïki (também conhecida como Mbaki ou M'Baiki) é a capital de Lobaye, uma das 14 prefeituras da República Centro-Africana. Esta situada no sudoeste do país, a 107 km da capital, Bangui. A economia é baseada nas indústrias de café e madeira. O povo Lobaye e o povo Pigmeu vivem na área. Há também uma cachoeira perto da cidade. Mbaïki foi cedida pela França para a Alemanha nos termos do Tratado Marrocos-Congo de 1911, tornando-se parte da colônia alemã de Neukamerun até que foi reconquistada pelos franceses durante a I Guerra Mundial. Em 1995, a Diocese Católica de Mbaïki foi estabelecida na cidade.
Como consequência da Guerra Civil na República Centro-Africana, a sua antiga gigantesca população Muçulmana saiu da cidade.